# Maja
För andra betydelser, se Maja (olika betydelser).

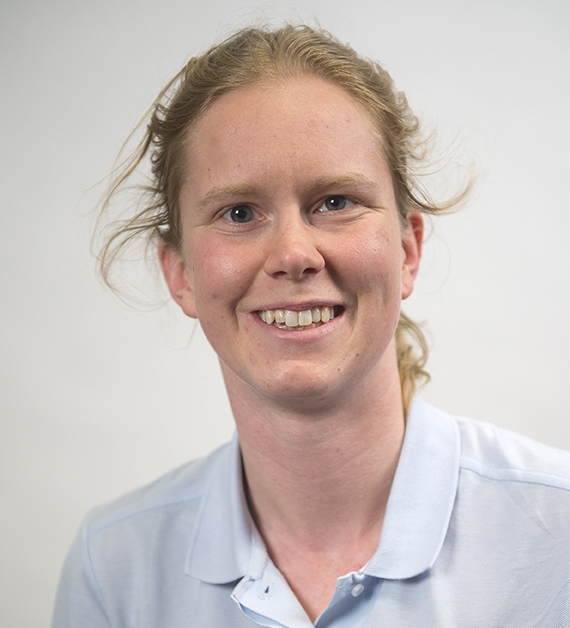
Maja Reichard, 2015.

Maja är ett kvinnonamn, en germansk, skandinavisk och slavisk form av Maia från den grekiska mytologin. Det är även en svensk kortform av Maria, som använts sedan 1300-talet.
Folkbokförda i Sverige den 31 december 2008 var 18 217 kvinnor med förnamnet Maja, av vilka 13 630 hade namnet som tilltalsnamn/förstanamn.
Namnet har namnsdag i Sverige 28 februari. Det datumet gällde före 2001 då det togs bort ur namnsdagskalendern, men återfördes till samma datum 2022. I den finlandssvenska namnsdagslängden har Maja namnsdag 2 juli sedan 1950.
Variant: Majse, Majsan (som smeknamn).

## Personer med förnamnet Maja
- Maia Asatiani, TV-programledare
- Maja-Lisa Borgman, caféägare
- Maja Dahlqvist, längdskidåkare
- Maja Ekelöf, författare
- Maja Gullstrand, musiker
- Maja Hagerman, författare och journalist
- Maia Hirasawa, sångerska
- Maja Ivarsson, sångerska
- Maja Lundgren, författare
- Maia Pandzjikidze, politiker och diplomat
- Maja Reichard, simmare
- Maja Sjöström, textilkonstnär
- Maja Thuvesson, bowlare
- Maia Tjiburdanidze, schackspelare

## Fiktiva personer med förnamnet Maja
- Maja, i paret Erk och Maja, fiktiva personer i Gustaf Frödings dikt Äktenskapsfrågan som ingår i diktsamlingen Guitarr och dragharmonika från 1891.
- Maja Gräddnos, en katt som förekommer i Gösta Knutssons barnboksserie om Pelle Svanslös.
- Biet Maja, honungsbi som förekommer i böcker, serier och filmer.
- Nalle-Maja, dotter till den tecknade björnen Bamse.
- Sagofiguren Tummelisa bytte på en blommas inrådan sitt namn till Maja i samband med sitt giftermål i slutet av sagan om henne, skriven av H.C. Andersen.

## -maja
Påhänget -maja används i svenska språket i sammansatta ord där enkelhet eller sämre karaktär (hos en kvinna) ska åsyftas. Exempel är snuskmaja, slarvmaja, skvallermaja och bajamaja.